# 峨眉龙胆
峨眉龙胆（学名：Gentiana omeiensis）是龙胆科龙胆属的植物，为中国的特有植物。分布在中国大陆的四川等地，生长于海拔1,100米至3,150米的地区，常生于山坡上，目前尚未由人工引种栽培。